# Xenotrachea auroviridis
Xenotrachea auroviridis är en fjärilsart som beskrevs av Moore 1867. Xenotrachea auroviridis ingår i släktet Xenotrachea och familjen nattflyn. Inga underarter finns listade i Catalogue of Life.